# Australiens fodboldlandshold
Australiens fodboldlandshold repræsenterer Australien i internationale fodboldturneringer. Holdet har det officielle tilnavn "the Socceroos" og kontrolleres af det australske fodboldforbund, Football Federation Australia (FFA). Australien har i mange år været medlem af Oceania Football Confederation (OFC), men er blevet optaget Asian Football Confederation (AFC). Holdet har fire gange vundet det regionale mesterskab under OFC og har deltaget i tre VM-slutrunder: 1974, 2006 og 2010. Holdet har endvidere verdensrekorden med den største sejr nogensinde på den internationale scene med 31-0 over Amerikansk Samoa i 2001.
I 2001 vandt holdet en sejr på 31-0 over Amerikansk Samoas fodboldlandshold, hvilket er den største sejr i en landskamp i fodboldens historie.

## Kendte australske landsholdsspillere
- Mark Bosnich, debut: 1993
- Mark Viduka, debut: 1994
- Harry Kewell, debut: 1996
- Tim Cahill, debut: 2004